# Camillo
Camillo  è un nome proprio di persona italiano maschile.

## Varianti
- Maschili: Cammillo[2]
  - Ipocoristici: Millo, Lillo
- Femminili: Camilla[2][3]

### Varianti in altre lingue
- Basco: Kamil[6]
- Bielorusso: Каміл (Kamil)
- Bulgaro: Камил (Kamil)
- Catalano: Camil[6]
- Ceco: Kamil[4]
- Croato: Kamilo
- Francese: Camille[4][5]
- Galiziano: Camilo
- Latino: Camillus[1][2][3][4][5][7]
- Ligure: Camillo[8]
  - Ipocoristici: Lillo
- Olandese: Camillus
- Polacco: Kamil[4]
- Portoghese: Camilo[4]
- Rumeno: Camil
- Russo: Камилл (Kamill)
- Serbo: Камил (Kamil)
- Slovacco: Kamil[4]
- Sloveno: Kamil
- Spagnolo: Camilo[4][5][6]
- Tedesco: Kamillus
- Ucraino: Камілл (Kamill)

## Origine e diffusione

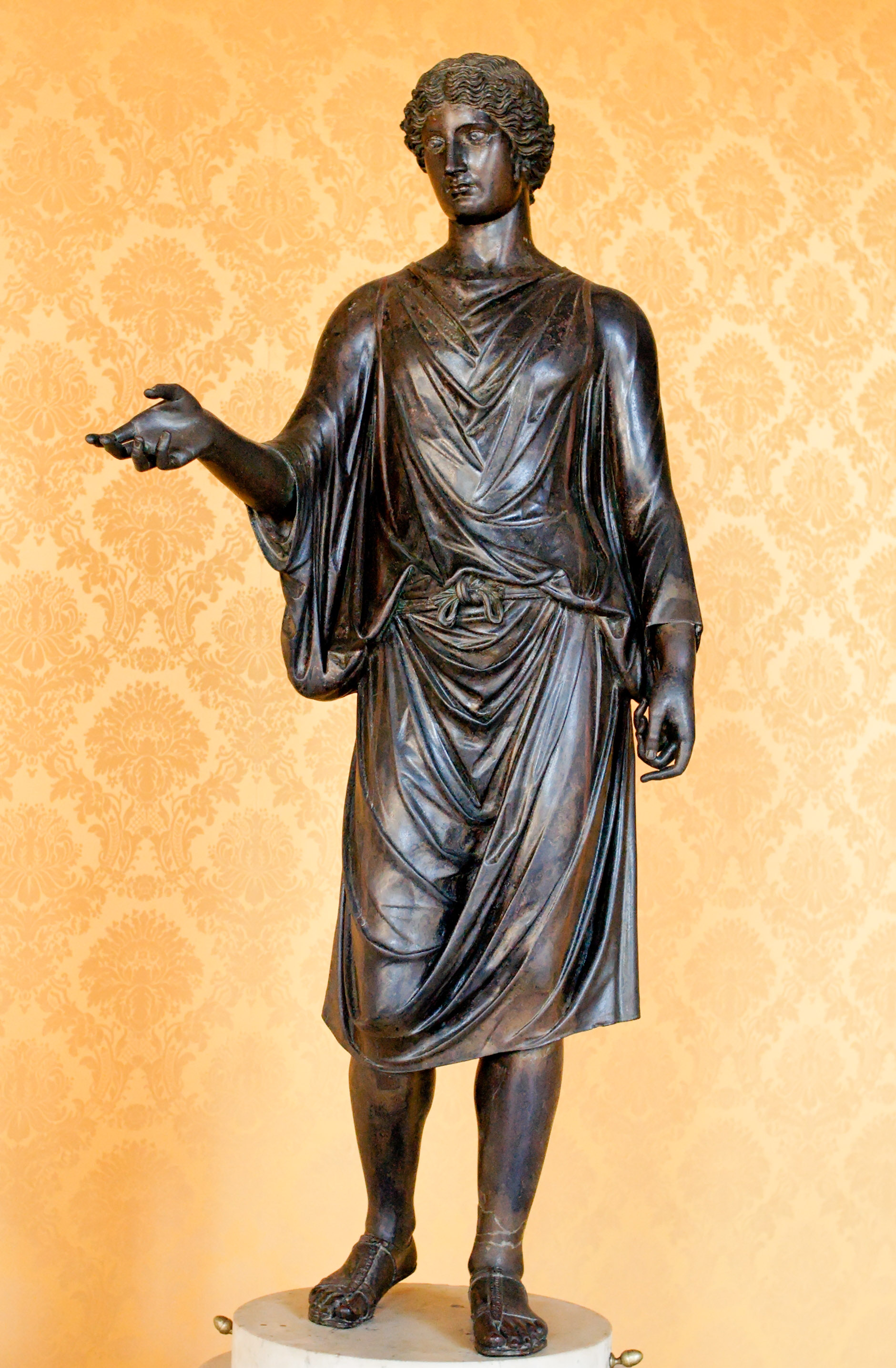
Statua romana raffigurante un camillus.

Riprende il cognomen romano Camillus, portato soprattutto da alcuni membri della gens Furia. La sua origine è dubbia; spesso viene ricondotto al termine Camillus, più anticamente casmillus, che indicava i giovani nobili che assistevano i sacerdoti durante i riti sacri (forse da una radice etrusca, o forse da una proto-latina kas, "canto"). Altre fonti ritengono che tale termine non sia correlato al cognomen, che avrebbe invece indipendenti origini etrusche ormai indecifrabili; altre ancora lo ricollegano al nome di Cadmilo, il mitologico padre dei cabiri.
La diffusione del nome è legata principalmente al culto verso san Camillo de Lellis e, dal XVIII secolo, anche alla fama del condottiero romano Marco Furio Camillo. È attestato principalmente nel Nord Italia, mentre la forma Cammillo è tipicamente toscana.

## Onomastico
Solitamente, l'onomastico viene celebrato il 14 luglio in onore di san Camillo de Lellis, sacerdote e fondatore dell'ordine religioso dei Chierici regolari Ministri degli Infermi, detti "camilliani)". Con questo nome si ricordano anche san Giovanni Camillo, detto "il Buono", arcivescovo di Milano (10 gennaio), e il beato Camillo Costanzo, religioso gesuita, martire a Hirado (15 settembre).

## Persone

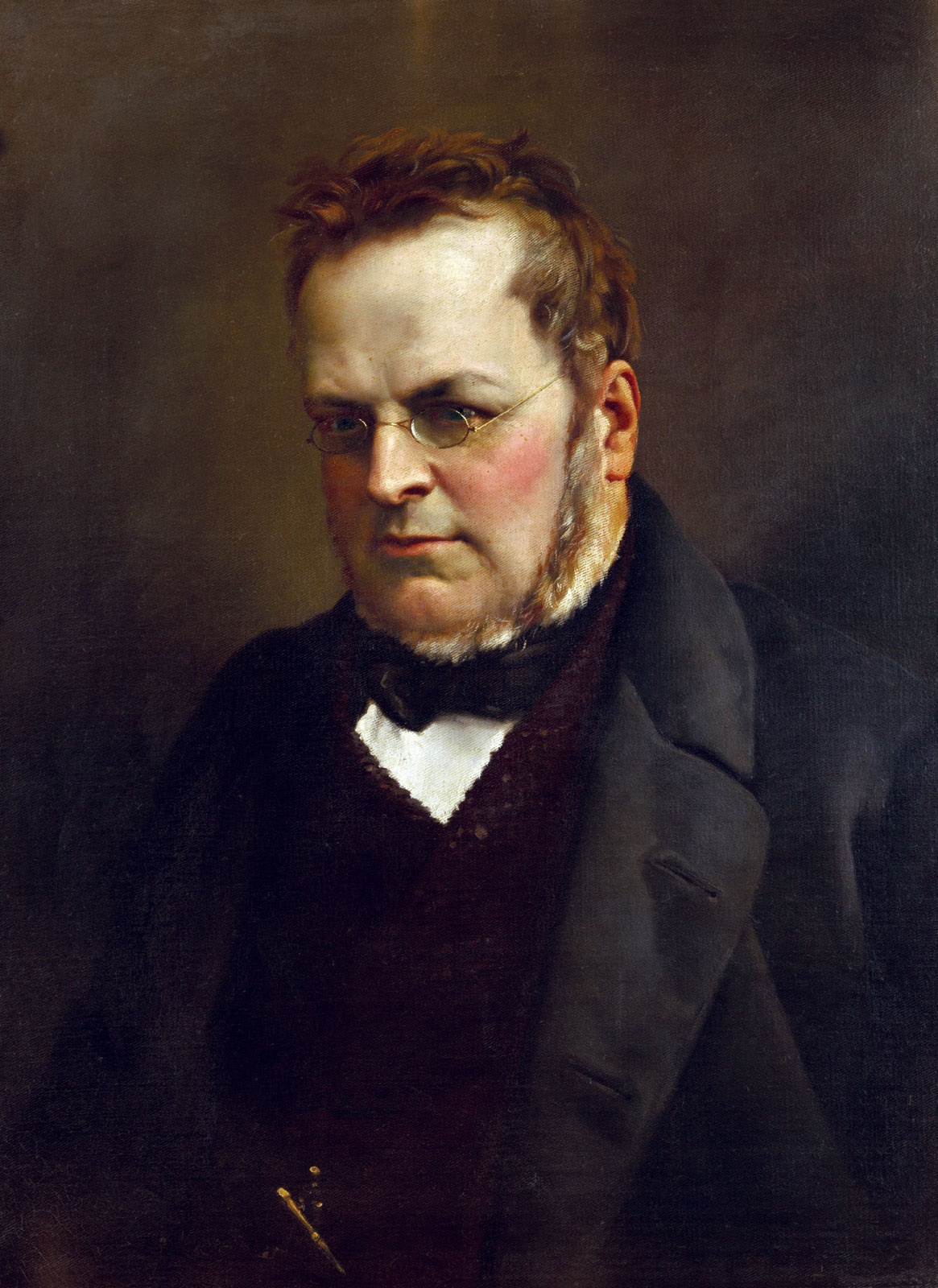
Camillo Benso, conte di Cavour

- Marco Furio Camillo, politico, militare e statista romano
- Camillo Autore, architetto e ingegnere italiano
- Camillo Benso, politico italiano
- Camillo Berneri, filosofo, scrittore e anarchico italiano
- Camillo Boito, architetto e scrittore italiano
- Camillo Golgi, scienziato e medico italiano
- Camillo Mastrocinque, regista, sceneggiatore e scenografo italiano
- Camillo Olivetti, ingegnere e imprenditore italiano
- Camillo Pavanello, ginnasta italiano
- Camillo Procaccini, pittore italiano
- Camillo Ruini, arcivescovo cattolico e cardinale italiano
- Camillo Rusconi, scultore italiano
- Camillo Sbarbaro, poeta, scrittore e aforista italiano
- Camillo Sivori, violinista e compositore italiano

### Variante Camille

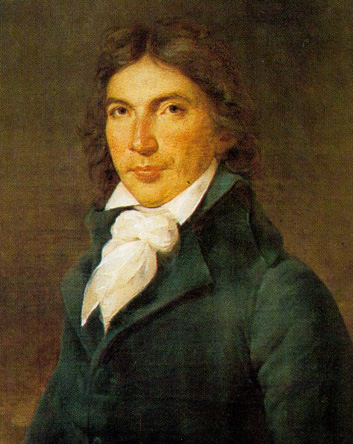
Camille Desmoulins

- Camille Barrère, diplomatico francese
- Camille Biot, medico francese
- Camille Chautemps, politico francese
- Camille Armand de Polignac, militare francese
- Camille Desmoulins, avvocato, giornalista e rivoluzionario francese
- Camille du Locle, librettista, impresario teatrale e regista teatrale francese
- Camille Flammarion, astronomo, editore e divulgatore scientifico francese
- Camille Guérin, microbiologo e veterinario francese
- Camille Jenatzy, ingegnere e pilota automobilistico belga
- Camille Jordan, matematico francese
- Camille Pissarro, pittore francese
- Camille Saint-Saëns, compositore, pianista e organista francese

### Variante Camilo

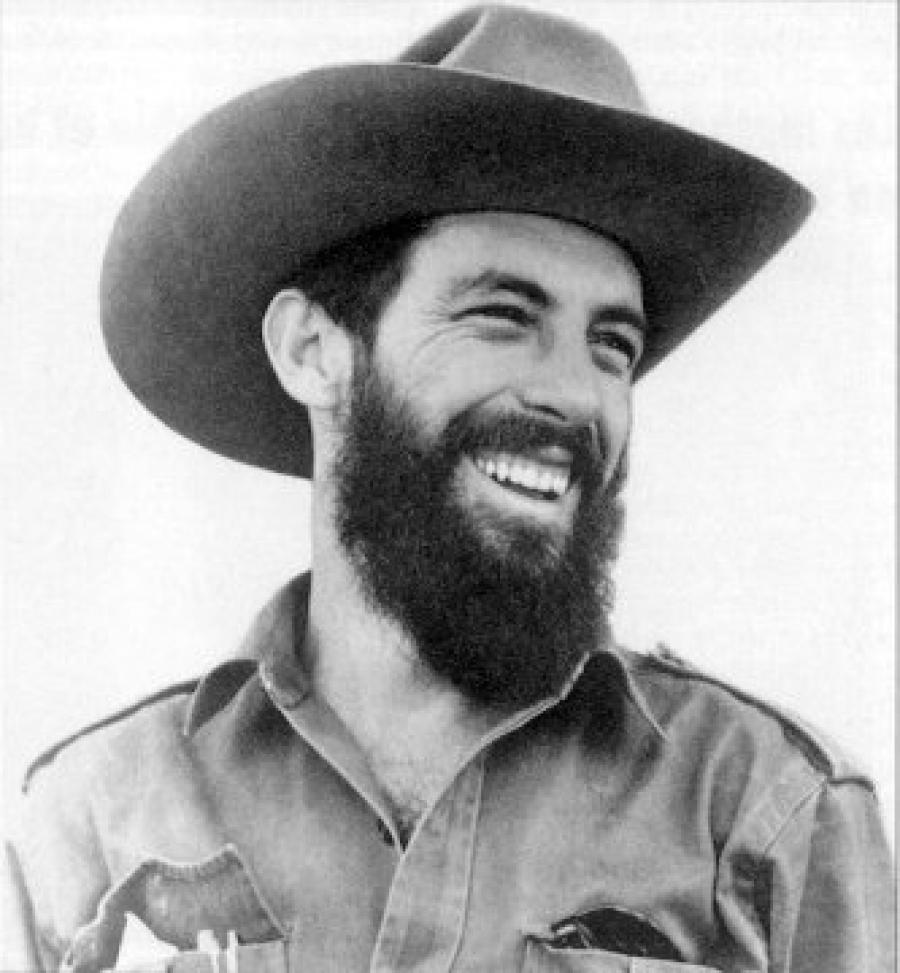
Camilo Cienfuegos

- Camilo Bargiela, scrittore, traduttore e diplomatico spagnolo
- Camilo Castelo Branco, scrittore portoghese
- Camilo José Cela, scrittore spagnolo
- Camilo Cienfuegos, rivoluzionario cubano
- Camilo Escalona, politico cileno
- Camilo Pessanha, poeta portoghese
- Camilo Torres Restrepo, presbitero, guerrigliero e rivoluzionario colombiano
- Camilo Torres Tenorio, politico colombiano
- Camilo Echeverry Correa, cantautore colombiano

### Variante Kamil
- Kamil Čontofalský, calciatore slovacco
- Kamil Glik, calciatore polacco
- Kamil Kopúnek, calciatore slovacco
- Kamil Stoch, saltatore con gli sci polacco

### Altre varianti
- Camil Petrescu, scrittore e filosofo rumeno

## Il nome nelle arti
- Don Camillo è un personaggio letterario creato da Giovannino Guareschi, protagonista di una serie di racconti nei quali è il parroco di un piccolo paese in riva al Po. La riduzione cinematografica, nella quale il protagonista è interpretato da Fernandel, rese molto popolare il personaggio sia in Italia che in Francia a partire dagli anni cinquanta.

## Toponimi
- 3752 Camillo è un asteroide della fascia principale, che prende il nome da Camillo, figlio di Turno, sovrano dei Rutuli.